# Рекомбінація (хімія)
Рекомбінація — процес, обернений до йонізації. Полягає в захопленні йоном вільного електрона. Рекомбінація приводить до зменшення заряду йона або перетворення йона на нейтральний атом чи молекулу. Можлива також рекомбінація електрона та нейтрального атома (молекули), що веде до утворення від'ємного йона, і в рідкісних випадках — рекомбінація від'ємного йона з утворенням дво- або триразово зарядженого від'ємного йона. Замість електрона в деяких випадках можуть виступати інші елементарні частинки, наприклад мезони, створюючи мезоатоми або мезомолекули. На ранніх етапах розвитку всесвіту відбувалася реакція рекомбінації водню — так звана епоха первинної рекомбінації.
Також рекомбінація — це процес, обернений до гомолітичного розриву хімічного зв'язку. Вона пов'язана з утворенням ординарного ковалентного зв'язку за рахунок усуспільнення неспарених електронів, які належать різним частинкам (атомам, вільним радикалам).
Приклади рекомбінації:
{\displaystyle {\mathsf {2H\cdot \rightarrow H_{2}+Q}}}
{\displaystyle {\mathsf {H\cdot +Cl\cdot \rightarrow HCl+Q}}}
{\displaystyle {\mathsf {CH_{3}\cdot +CH_{3}CH_{2}\cdot \rightarrow CH_{3}CH_{2}CH_{3}+Q}}}
Реакція рекомбінації дуже екзотермічна, для неї характерна дуже мала або нульова енергія активації. Тому такі реакції протікають за участю третьої нейтральної частки, яка забирає енергію реакції:
{\displaystyle {\mathsf {H\cdot +Cl\cdot +M\rightarrow HCl+M^{*}}}}

## Математичний опис
Рекомбінацію в середовищах із наявністю гетерополярних іонів описують такою формулою:
{\displaystyle {\frac {dn}{dt}}=-\alpha n_{+}n_{-}}
де {\displaystyle n_{+}} — концентрація додатних іонів, {\displaystyle n_{-}} — концентрація від'ємних іонів, {\displaystyle \alpha } — коефіцієнт рекомбінації. Коефіцієнт рекомбінації {\displaystyle \alpha } також називають коефіцієнтом Ланжевена, за ім'ям французького фізика Поля Ланжевена.

## Виведення коефіцієнта рекомбінації за Ланжевеном
Розглянемо процес рекомбінації двох іонів. Для того, щоб відбувся акт рекомбінації, йони повинні зблизитися на відстань меншу від дебаївського радіуса. Після цього енергії теплової взаємодії недостатньо для подолання електричної сили, що виникає між іонами.
Розглянемо сферу з дебаївським радіусом, у центрі якої розташовано додатний іон. Тоді кількість від'ємних іонів, що надходять у цю сферу за одиницю часу, можна знайти за такою формулою:
{\displaystyle \Delta n_{-}=\int \limits _{\delta S}n_{-}v_{n}\Delta tdS=n_{-}v_{n}4\pi R_{D}^{2}\Delta t=n_{-}{\frac {\mu e}{\epsilon \epsilon _{0}}}\Delta t}
Число йонів, що прорекомбінували, можна отримати, якщо врахувати, що всі йони, які потрапляють у сферу, рекомбінують із додатними йонами, тоді це запишеться так:
{\displaystyle \Delta n=n_{+}\Delta n_{-}=-n_{+}n_{-}{\frac {\mu e}{\epsilon \epsilon _{0}}}\Delta t}
Порівнявши цей вираз із законом рекомбінації отримуємо значення для коефіцієнта Ланжевена:
{\displaystyle \alpha ={\frac {\mu e}{\epsilon \epsilon _{0}}}}
де {\displaystyle \mu } — рухливість.